# Cuscuta approximata
Cuscuta approximata é uma espécie de planta com flor pertencente à família Convolvulaceae. 
A autoridade científica da espécie é Bab., tendo sido publicada em Annals and Magazine of Natural History 13(84): 253–254, pl. 4, f. 3. 1844.

## Portugal
Trata-se de uma espécie presente no território português, nomeadamente os seguintes táxones infraespecíficos:
- Cuscuta approximata subsp. approximata - presente em Portugal Continental. Em termos de naturalidade é nativa da região atrás referida. Não se encontra protegida por legislação portuguesa ou da Comunidade Europeia.